# IC 4406
IC 4406 هو سديم كوكبي بالقرب من الحد الغربي للكوكبة، الذئب. لها غيوم غبارية ولها شكل طارة. على الرغم من ذلك، يبدو مستطيلًا إلى حد ما لأنه يُرى من جانبه كما يُنظر إليه من الأرض، تقريبًا في المستوى من خط الإستواء.